# هیدن گوین
هِـیدن گوین (انگلیسی: Haydn Gwynne؛ زادهٔ ۲۱ مارس ۱۹۵۷ – درگذشتهٔ ۲۰ اکتبر ۲۰۲۳) بازیگر اهل بریتانیا بود. وی از سال ۱۹۸۴ تا ۲۰۲۳ میلادی مشغول فعالیت بود.
از فیلم‌ها و مجموعه‌های تلویزیونی‌ای که وی در آن نقش داشته‌است، می‌توان به بازی بزرگ، دیو و دلبر، به من بگوئید آقا، طبابت در پیک و پوآرو اشاره کرد.